# Liste der Lieder von Gotthard
Dies ist eine Liste der Lieder der schweizerischen Hardrock-Musikgruppe Gotthard. Des Weiteren befinden sich alle regulären Studio- und Livetracks in dieser alphabetisch sortierten Liste. Sie gibt Auskunft über die Urheber und Sänger. Single-Auskopplungen sind fett gedruckt.
| Titel                                                     | Jahr | Album                                                                           | Autor/Autoren                                                                       | Gesang                            |                                        |
| --------------------------------------------------------- | ---- | ------------------------------------------------------------------------------- | ----------------------------------------------------------------------------------- | --------------------------------- | -------------------------------------- |
| 10.000 Faces                                              | 2020 | #13 CH1, DE7                                                                    | Leo Leoni, Marc Lynni, Freddy Scherer, Nic Maeder                                   | Nic Maeder                        |                                        |
| Ain't Enough                                              | 2009 | Need To Believe CH1, DE8                                                        | Leo Leoni, Freddy Scherer, Steve Lee                                                | Steve Lee                         |                                        |
| All I Care For CH13                                       | 1992 | Gotthard CH5                                                                    | Chris Von Rohr, Leo Leoni, Steve Lee                                                | Steve Lee                         |                                        |
| All We Are                                                | 2005 | Lipservice CH1, DE31                                                            | Leo Leoni, Fredrik Thomander, Anders Wikström, Freddy Scherer, Steve Lee            | Steve Lee                         |                                        |
| And Then Goodbye                                          | 2005 | Lipservice CH1, DE31                                                            | Leo Leoni                                                                           | Steve Lee                         |                                        |
| Angel                                                     | 1992 | Gotthard CH5                                                                    | Leo Leoni, Marc Lynni, Steve Lee                                                    | Steve Lee                         |                                        |
| Another Last Time                                         | 2020 | #13 CH1, DE7                                                                    | Leo Leoni, Freddy Scherer, Nic Maeder                                               | Nic Maeder                        |                                        |
| Anytime, Anywhere CH27                                    | 2005 | Lipservice CH1, DE31                                                            | Mary S. Applegate, Leo Leoni, Steve Lee                                             | Steve Lee                         |                                        |
| Back To You                                               | 1999 | Open CH1, DE21                                                                  | Leo Leoni, Chris Von Rohr, Steve Lee                                                | Steve Lee                         |                                        |
| Bad News                                                  | 2020 | #13 CH1, DE7                                                                    | Leo Leoni, Eric Bazilian, Freddy Scherer, Nic Maeder                                | Nic Maeder                        |                                        |
| Bad To The Bone                                           | 2007 | Domino Effect CH1, DE22                                                         | Leo Leoni, Steve Lee                                                                | Steve Lee                         |                                        |
| Bang!                                                     | 2014 | Bang! CH1, DE10                                                                 | Leo Leoni, Freddy Scherer, Nic Maeder                                               | Nic Maeder                        |                                        |
| Battle Of Titans Live                                     | 2006 | Made In Switzerland DVD CH1, DE77                                               | Steve Lee, Hena Habegger                                                            | Instrumental                      |                                        |
| Beautiful                                                 | 2017 | Silver CH1, DE7                                                                 | Leo Leoni, Freddy Scherer, Nic Maeder                                               | Nic Maeder                        |                                        |
| Best Time                                                 | 1999 | Open CH1, DE21                                                                  | Leo Leoni, Chris Von Rohr, Steve Lee                                                | Steve Lee                         |                                        |
| Better Than Love                                          | 2020 | #13 CH1, DE7                                                                    | Leo Leoni, Freddy Scherer, Nic Maeder                                               | Nic Maeder                        |                                        |
| Blackberry Way CH43                                       | 1998 | Open CH1, DE21                                                                  | Roy Wood (The Move 1968)                                                            | Steve Lee                         |                                        |
| Blame On Me                                               | 2017 | Silver CH1, DE7                                                                 | Leo Leoni, Marc Lynni, Freddy Scherer, Nic Maeder                                   | Nic Maeder                        |                                        |
| Break Away                                                | 2009 | Need To Believe CH1, DE8                                                        | Freddy Scherer, Steve Lee, Sheri Pedigo                                             | Steve Lee                         |                                        |
| Bye Bye Caroline (Acoustic Version)                       | 2018 | Defrosted 2 CH2, DE65                                                           | Francis Rossi, Nic Maeder, Leo Leoni                                                | Nic Maeder, Francis Rossi         |                                        |
| Can't Be The "Real Thing"                                 | 2007 | Domino Effect CH1, DE22                                                         | Leo Leoni, Freddy Scherer, Steve Lee                                                | Steve Lee                         | Bonus Track, EAN 0727361202125         |
| Can't Stop                                                | 2005 | Lipservice CH1, DE31                                                            | Freddy Scherer                                                                      | Steve Lee                         | Bonus Track, EAN 0727361143305         |
| C'est la vie                                              | 2014 | Bang! CH1, DE10                                                                 | Leo Leoni, Freddy Scherer, Nic Maeder                                               | Nic Maeder                        |                                        |
| Cheat & Hide                                              | 1998 | Open CH1, DE21                                                                  | Leo Leoni, Chris Von Rohr, Steve Lee                                                | Steve Lee                         |                                        |
| Come Alive                                                | 2007 | Domino Effect CH1, DE22                                                         | Leo Leoni, Fredrik Thomander, Anders Wikström, Steve Lee                            | Steve Lee                         |                                        |
| Come Along                                                | 2000 | Homerun CH1, DE14                                                               | Leo Leoni, Chris Von Rohr, Steve Lee                                                | Steve Lee                         |                                        |
| Come Together                                             | 1994 | Dial Hard CH1, DE60                                                             | John Lennon, Paul McCartney (The Beatles 1969)                                      | Steve Lee                         |                                        |
| Comin' Your Way                                           | 2017 | Silver CH1, DE7                                                                 | Nic Maeder, Leo Leoni, Freddy Scherer                                               | Nic Maeder                        | Bonus Tracks, EAN 4527516016395        |
| Cupid Arrow                                               | 2005 | Lipservice CH1, DE31                                                            | Leo Leoni, Fredrik Thomander, Anders Wikström, Steve Lee                            | Steve Lee                         |                                        |
| Customized Lovin'                                         | 2017 | Silver CH1, DE7                                                                 | Nic Maeder, Leo Leoni, Freddy Scherer                                               | Nic Maeder                        | Bonus Tracks, EAN 7640122540423        |
| Dirty Devil Rock                                          | 1994 | Dial Hard CH1, DE60                                                             | Leo Leoni, Chris Von Rohr, Steve Lee                                                | Steve Lee                         |                                        |
| Dirty Weekend                                             | 2001 | Homerun CH1, DE14                                                               | Leo Leoni, Chris Von Rohr, Steve Lee                                                | Steve Lee                         | Bonus Track, Avalon MICP-10227 [Japan] |
| Domino Effect                                             | 2007 | Domino Effect CH1, DE22                                                         | Leo Leoni, Fredrik Thomander, Anders Wikström, Freddy Scherer, Steve Lee            | Steve Lee                         |                                        |
| Don't Let Me Down CH41                                    | 2009 | Need To Believe CH1, DE8                                                        | Leo Leoni, Steve Lee                                                                | Steve Lee                         |                                        |
| Downtown                                                  | 1992 | Gotthard CH5                                                                    | Leo Leoni, Steve Lee                                                                | Steve Lee                         |                                        |
| Dream On                                                  | 2005 | Lipservice CH1, DE31                                                            | Mary S. Applegate, Freddy Scherer, Steve Lee                                        | Steve Lee                         |                                        |
| Eagle                                                     | 2001 | Homerun CH1, DE14                                                               | Leo Leoni, Chris Von Rohr, Steve Lee                                                | Steve Lee                         |                                        |
| El traidor (Spanische Version von Anytime, Anywhere) ES16 | 2007 | Domino Effect CH1, DE22                                                         | Mary S. Applegate, Leo Leoni, Steve Lee                                             | Steve Lee                         | Bonus Track, EAN 0727361181628         |
| Electrified                                               | 2017 | Silver CH1, DE7                                                                 | Leo Leoni, Freddy Scherer, Nic Maeder                                               | Nic Maeder                        |                                        |
| End Of Time                                               | 2001 | Homerun CH1, DE14                                                               | Leo Leoni, Chris Von Rohr, Steve Lee                                                | Steve Lee                         |                                        |
| Every Time I Die                                          | 2020 | #13 CH1, DE7                                                                    | Leo Leoni, Paul Lani, Freddy Scherer, Nic Maeder, Danny Lee                         | Nic Maeder                        |                                        |
| Everything Can Change                                     | 2001 | Homerun CH1, DE14                                                               | Chris Von Rohr, Mandy Meier, Steve Lee                                              | Steve Lee                         |                                        |
| Everything I Want                                         | 2005 | Lipservice CH1, DE31                                                            | Leo Leoni, Steve Lee                                                                | Steve Lee                         |                                        |
| Everything Inside                                         | 2017 | Silver CH1, DE7                                                                 | Leo Leoni, Freddy Scherer, Nic Maeder                                               | Nic Maeder                        |                                        |
| Eye Of The Tiger CH91                                     | 2020 | Steve Lee - The Eyes Of A Tiger - In Memory Of Our Unforgotten Friend CH1, DE32 | Frankie Sullivan, Jim Peterik (Survivor 1982)                                       | Nic Maeder                        |                                        |
| Falling                                                   | 2007 | Domino Effect CH1, DE22                                                         | Leo Leoni                                                                           | Steve Lee                         |                                        |
| Father Is That Enough? CH21                               | 1995 | G. CH1, DE49                                                                    | Leo Leoni, Chris Von Rohr, Steve Lee                                                | Steve Lee                         |                                        |
| Feel What I Feel CH19                                     | 2014 | Bang! CH1, DE10                                                                 | Leo Leoni, Freddy Scherer, Nic Maeder                                               | Nic Maeder                        |                                        |
| Fight                                                     | 2012 | Firebirth CH1, DE9                                                              | Leo Leoni, Freddy Scherer, Nic Maeder                                               | Nic Maeder                        |                                        |
| Fight For Your Life                                       | 1997 | Fight For Your Life Single CD                                                   | ?                                                                                   | Steve Lee                         |                                        |
| Fire & Ice                                                | 2004 | One Team One Spirit (The Very Best) CH1, DE77                                   | Leo Leoni, Steve Lee                                                                | Steve Lee                         | Best of                                |
| Firedance                                                 | 1992 | Gotthard CH5                                                                    | Leo Leoni, Chris Von Rohr, Steve Lee                                                | Steve Lee                         |                                        |
| First Time In A Long Time                                 | 2003 | Human Zoo CH1, DE29                                                             | Leo Leoni, Marc Tanner, Steve Lee, Ray                                              | Steve Lee                         |                                        |
| Fist In Your Face                                         | 1996 | G. CH1, DE49                                                                    | Leo Leoni, Chris Von Rohr, Steve Lee                                                | Steve Lee                         |                                        |
| Free And Alive                                            | 1999 | Open CH1, DE21                                                                  | Leo Leoni, Chris Von Rohr, Steve Lee                                                | Steve Lee                         |                                        |
| Get Down                                                  | 1992 | Gotthard CH5                                                                    | Chris Von Rohr, Mauser                                                              | Steve Lee                         |                                        |
| Get It While You Can                                      | 1994 | Dial Hard CH1, DE60                                                             | Leo Leoni, Chris Von Rohr, Steve Lee                                                | Steve Lee                         |                                        |
| Get Up'N'Move On                                          | 2014 | Bang! CH1, DE10                                                                 | Leo Leoni, Freddy Scherer, Nic Maeder                                               | Nic Maeder                        |                                        |
| Give Me Real                                              | 2012 | Firebirth CH1, DE9                                                              | Leo Leoni, Freddy Scherer, Nic Maeder                                               | Nic Maeder                        |                                        |
| Gone Too Far                                              | 2007 | Domino Effect CH1, DE22                                                         | Leo Leoni, Steve Lee                                                                | Steve Lee                         |                                        |
| Good Time Lover                                           | 1994 | Dial Hard CH1, DE60                                                             | Leo Leoni, Chris Von Rohr, Steve Lee                                                | Steve Lee                         | Bonus Track, EAN 4988017087084         |
| Got To Be Love                                            | 1999 | Open CH1, DE21                                                                  | Leo Leoni, Chris Von Rohr, Steve Lee                                                | Steve Lee                         |                                        |
| Have A Little Faith CH49                                  | 2003 | Human Zoo CH1, DE29                                                             | Leo Leoni, Marc Tanner, Steve Lee                                                   | Steve Lee                         |                                        |
| He Ain't Heavy, He's My Brother CH10                      | 1996 | G. CH1, DE49                                                                    | Bob Russell, Bobby Scott (Kelly Gordon 1969)                                        | Steve Lee                         | Bonus Track, EAN 0743214303627         |
| Heal Me                                                   | 2007 | Domino Effect CH1, DE22                                                         | Leo Leoni, Steve Lee                                                                | Steve Lee                         |                                        |
| Heaven CH1                                                | 2000 | Homerun CH1, DE14                                                               | Leo Leoni, Chris Von Rohr, Steve Lee                                                | Steve Lee                         |                                        |
| Hena´s Drum Solo (Live)                                   | 2002 | More Than Live DVD CH8                                                          | Hena Habegger                                                                       | Instrumental                      |                                        |
| Here Comes The Heat                                       | 1993 | Dial Hard CH1, DE60                                                             | Leo Leoni, Chris Von Rohr, Steve Lee                                                | Steve Lee                         |                                        |
| Hey Jimi                                                  | 1999 | Open CH1, DE21                                                                  | Leo Leoni, Chris Von Rohr, Steve Lee                                                | Steve Lee                         |                                        |
| Higher                                                    | 1994 | Dial Hard CH1, DE60                                                             | Leo Leoni, Chris Von Rohr, Steve Lee                                                | Steve Lee                         |                                        |
| Hole In One                                               | 1996 | G. CH1, DE49                                                                    | Leo Leoni, Chris Von Rohr, Steve Lee                                                | Steve Lee                         |                                        |
| Homerun CH61                                              | 2001 | Homerun CH1, DE14                                                               | Chris Von Rohr, Mandy Meyer, Steve Lee                                              | Steve Lee                         |                                        |
| Human Zoo                                                 | 2003 | Human Zoo CH1, DE29                                                             | Leo Leoni, Marc Tanner, Steve Lee                                                   | Steve Lee                         |                                        |
| Hunter                                                    | 1992 | Gotthard CH5                                                                    | Leo Leoni, Steve Lee                                                                | Steve Lee                         |                                        |
| Hurry Live                                                | 1997 | D-Frosted CH1, DE71                                                             | Steve Lee, Leo Leoni                                                                | Steve Lee                         |                                        |
| Hush CH26                                                 | 1992 | Gotthard CH5                                                                    | Joe South (Billy Joe Royal 1967)                                                    | Steve Lee                         |                                        |
| I Can                                                     | 2012 | Firebirth CH1, DE9                                                              | Leo Leoni, Freddy Scherer, Nic Maeder                                               | Nic Maeder                        |                                        |
| I Can Say I'm Sorry                                       | 2020 | #13 CH1, DE7                                                                    | Leo Leoni, Freddy Scherer, Nic Maeder                                               | Nic Maeder                        |                                        |
| I Don't Mind                                              | 2009 | Need To Believe CH1, DE8                                                        | Leo Leoni, Freddy Scherer, Steve Lee                                                | Steve Lee                         |                                        |
| I Know You Know                                           | 2009 | Need To Believe CH1, DE8                                                        | Leo Leoni, Freddy Scherer, Steve Lee                                                | Steve Lee                         |                                        |
| I Want It All                                             | 2014 | Bang! CH1, DE10                                                                 | Nic Maeder, Leo Leoni, Freddy Scherer                                               | Nic Maeder                        | Bonus Tracks, The End TE368-2 [us]     |
| I Wonder                                                  | 2005 | Lipservice CH1, DE31                                                            | Mary S. Applegate, Leo Leoni, Fredrik Thomander, Anders Wikström, Steve Lee         | Steve Lee                         |                                        |
| I Won't Look Down                                         | 2014 | Bang! CH1, DE10                                                                 | Leo Leoni, Freddy Scherer, Nic Maeder                                               | Nic Maeder                        |                                        |
| I'm Alive                                                 | 2005 | Lipservice CH1, DE31                                                            | Mary S. Applegate, Leo Leoni, Freddy Scherer, Steve Lee                             | Steve Lee                         |                                        |
| I'm On My Way                                             | 1993 | Dial Hard CH1, DE60                                                             | Vic Vergeat, Leo Leoni, Chris Von Rohr, Steve Lee                                   | Steve Lee                         |                                        |
| I'm Your Travlin' Man                                     | 1994 | Dial Hard CH1, DE60                                                             | Jimi Jamison, Mandy Meyer, Tommy Andris (Cobra 1983)                                | Steve Lee                         |                                        |
| Immigrant Song                                            | 1996 | G. CH1, DE49                                                                    | Jimmy Page, Robert Plant (Led Zeppelin 1970), Steve Lee                             | Bonus Track, EAN 4988017060957    |                                        |
| In The Name                                               | 1996 | G. CH1, DE49                                                                    | Leo Leoni, Chris Von Rohr, Steve Lee                                                | Steve Lee                         |                                        |
| Inside Out                                                | 2004 | One Team One Spirit (The Very Best) CH1, DE77                                   | Leo Leoni, Steve Lee                                                                | Steve Lee                         | Best of                                |
| Intro Live                                                | 2011 | Homegrown - Alive In Lugano CH2, DE28                                           | ?                                                                                   | Instrumental                      |                                        |
| I've Seen An Angel Cry                                    | 2005 | Lipservice CH1, DE31                                                            | Mary S. Applegate, Leo Leoni, Steve Lee                                             | Steve Lee                         |                                        |
| Janie's Not Alone                                         | 2003 | Human Zoo CH1, DE29                                                             | Leo Leoni, Marc Tanner, Steve Lee                                                   | Steve Lee                         |                                        |
| Jump The Gun                                              | 2014 | Bang! CH1, DE10                                                                 | Leo Leoni, Freddy Scherer, Nic Maeder                                               | Nic Maeder                        |                                        |
| Lay Down The Law                                          | 1996 | G. CH1, DE49                                                                    | Leo Leoni, Chris Von Rohr, Steve Lee                                                | Steve Lee                         |                                        |
| Leo vs. Steve Live                                        | 2011 | Homegrown - Alive In Lugano CH2, DE28                                           | Leo Leoni, Steve Lee                                                                | Steve Lee                         |                                        |
| Let It Be                                                 | 1996 | G. CH1, DE49                                                                    | Chris Von Rohr, Leo Leoni, Steve Lee                                                | Steve Lee                         |                                        |
| Let It Rain CH10                                          | 1999 | Open CH1, DE21                                                                  | Leo Leoni, Chris Von Rohr, Steve Lee                                                | Steve Lee                         |                                        |
| Let Me Be Me                                              | 2003 | What I Like Single CD CH18                                                      | Leo Leoni, Steve Lee                                                                | Steve Lee                         |                                        |
| Let Me In Katie                                           | 2014 | Bang! CH1, DE10                                                                 | Dennis Ward                                                                         | Instrumental                      |                                        |
| Letter To A Friend                                        | 2007 | Domino Effect CH1, DE22                                                         | Leo Leoni, Steve Lee                                                                | Steve Lee                         |                                        |
| Lift 'U' Up CH3, DE95                                     | 2005 | Lipservice CH1, DE31                                                            | Mary S. Applegate, Leo Leoni, Fredrik Thomander, Anders Wikström, Steve Lee         | Steve Lee                         |                                        |
| Lift U Up (Theme Of Energy 05) CH17                       | 2005 | Lift U Up (Theme Of Energy 05) Single CD CH17                                   | Mary S. Applegate, Leo Leoni, Fredrik Thomander, Anders Wikström, Steve Lee         | Steve Lee, DJ Energy              |                                        |
| Light In Your Eyes                                        | 2001 | Homerun CH1, DE14                                                               | Leo Leoni, Chris Von Rohr, Steve Lee                                                | Steve Lee                         |                                        |
| Lonely Heartache                                          | 1992 | Gotthard CH5                                                                    | Leo Leoni, Steve Lee                                                                | Steve Lee                         |                                        |
| Lonely People                                             | 2001 | Homerun CH1, DE14                                                               | Leo Leoni, Chris Von Rohr, Steve Lee                                                | Steve Lee                         |                                        |
| Long Way Down                                             | 2003 | Human Zoo CH1, DE29                                                             | Leo Leoni, Marc Tanner, Steve Lee                                                   | Steve Lee                         |                                        |
| Looking At You                                            | 2002 | One Life One Soul - Best Of Ballads CH1, DE60                                   | Chris Von Rohr, Mandy Meyer, Steve Lee, Tommy Keiser (Cobra 1983)                   | Steve Lee                         | Best of                                |
| Love For Money                                            | 1994 | Dial Hard CH1, DE60                                                             | Leo Leoni, Chris Von Rohr, Steve Lee                                                | Steve Lee                         |                                        |
| Love Soul Matter                                          | 2002 | One Life One Soul - Best Of Ballads CH1, DE60                                   | Vic Vergeat, Leo Leoni, Chris Von Rohr, Steve Lee                                   | Steve Lee                         | Best of                                |
| Love You Honey                                            | 2012 | Firebirth CH1, DE9                                                              | Leo Leoni, Freddy Scherer, Nic Maeder                                               | Nic Maeder                        | Bonus Tracks, EAN 7640122540232        |
| Mad Love                                                  | 1999 | Open CH1, DE21                                                                  | Leo Leoni, Chris Von Rohr, Steve Lee                                                | Steve Lee                         | Bonus Track, Avex AVCB-66072           |
| Make My Day                                               | 1996 | G. CH1, DE49                                                                    | Leo Leoni, Chris Von Rohr, Steve Lee                                                | Steve Lee                         |                                        |
| Man On A Mission                                          | 2020 | #13 CH1, DE7                                                                    | Leo Leoni, Freddy Scherer, Nic Maeder                                               | Nic Maeder                        |                                        |
| Marry You                                                 | 2020 | #13 CH1, DE7                                                                    | Eric Bazilian                                                                       | Nic Maeder                        |                                        |
| Master Of Illusion                                        | 2007 | Domino Effect CH1, DE22                                                         | Leo Leoni, D. Lee, Freddy Scherer, Steve Lee                                        | Steve Lee                         |                                        |
| Maybe Duet Version                                        | 2014 | Bang! CH1, DE10                                                                 | Leo Leoni, Freddy Scherer, Nic Maeder                                               | Nic Maeder                        |                                        |
| Mean Street Rocket                                        | 1992 | Gotthard CH5                                                                    | Leo Leoni, Chris Von Rohr, Steve Lee                                                | Steve Lee                         |                                        |
| Merry X-Mas CH4                                           | 1999 | Heaven - Best Of Ballads Part 2 CH1, DE82                                       | Leo Leoni, Steve Lee                                                                | Steve Lee                         | Best of                                |
| Mighty Quinn                                              | 1996 | G. CH1, DE49                                                                    | Bob Dylan (Manfred Mann 1967)                                                       | Steve Lee                         |                                        |
| Miss Me                                                   | 2017 | Silver CH1, DE7                                                                 | Leo Leoni, Freddy Scherer, Nic Maeder                                               | Nic Maeder                        |                                        |
| Missteria                                                 | 2020 | #13 CH1, DE7                                                                    | Francis Rossi, Leo Leoni, Nic Maeder                                                | Nic Maeder                        |                                        |
| Mountain Mama CH11                                        | 1993 | Dial Hard CH1, DE60                                                             | Leo Leoni, Chris Von Rohr, Steve Lee                                                | Steve Lee                         |                                        |
| Movin' On                                                 | 1996 | G. CH1, DE49                                                                    | Leo Leoni, Chris Von Rohr, Steve Lee                                                | Steve Lee                         |                                        |
| Mr Ticket Man                                             | 2014 | Bang! CH1, DE10                                                                 | Leo Leoni, Nic Maeder, Freddy Scherer                                               | Nic Maeder                        |                                        |
| My Belief                                                 | 2014 | Bang! CH1, DE10                                                                 | Leo Leoni, Freddy Scherer, Nic Maeder                                               | Nic Maeder                        |                                        |
| My Daddy Told Me                                          | 2014 | Bang! CH1, DE10                                                                 | Leo Leoni, Freddy Scherer, Nic Maeder                                               | Nic Maeder                        | Bonus Tracks, The End TE368-2 [us]     |
| My Oh My                                                  | 2017 | Silver CH1, DE7                                                                 | Leo Leoni, Freddy Scherer, Nic Maeder                                               | Nic Maeder                        |                                        |
| Need To Believe CH28                                      | 2009 | Need To Believe CH1, DE8                                                        | Leo Leoni, Steve Lee                                                                | Steve Lee                         |                                        |
| Never Surrender                                           | 2003 | Human Zoo CH1, DE29                                                             | Leo Leoni, Steve Lee                                                                | Steve Lee                         | Bonus Track, EAN 4527516003555         |
| No Time To Cry                                            | 2020 | #13 CH1, DE7                                                                    | Leo Leoni, Marc Lynni, Freddy Scherer, Nic Maeder                                   | Nic Maeder                        |                                        |
| No Tomorrow                                               | 2003 | Human Zoo CH1, DE29                                                             | Leo Leoni, Marc Tanner, Steve Lee                                                   | Steve Lee                         |                                        |
| Nobody Home                                               | 2005 | Anytime, Anywhere Single CD CH27                                                | Mary S. Applegate, Leo Leoni, Steve Lee                                             | Steve Lee                         |                                        |
| Not Fooling Anyone                                        | 2017 | Silver CH1, DE7                                                                 | Leo Leoni, Freddy Scherer, Nic Maeder                                               | Nic Maeder                        |                                        |
| Nothing Left At All                                       | 2005 | Lipservice CH1, DE31                                                            | Leo Leoni, Freddy Scherer, Steve Lee                                                | Steve Lee                         |                                        |
| Now                                                       | 2007 | Domino Effect CH1, DE22                                                         | Leo Leoni, Freddy Scherer, Steve Lee                                                | Steve Lee                         |                                        |
| One In A Million                                          | 2003 | Human Zoo CH1, DE29                                                             | Leo Leoni, Marc Tanner, Steve Lee                                                   | Steve Lee                         |                                        |
| One Life, One Soul CH4                                    | 1996 | G. CH1, DE49                                                                    | Leo Leoni, Chris Von Rohr, Steve Lee                                                | Steve Lee                         |                                        |
| One Life, One Soul CH14                                   | 1997 | G. CH1, DE49                                                                    | Leo Leoni, Chris Von Rohr, Steve Lee                                                | Steve Lee, Montserrat Caballé     |                                        |
| One Team - One Spirit CH17                                | 2004 | One Team One Spirit (The Very Best) CH1, DE77                                   | Leo Leoni, Steve Lee                                                                | Steve Lee                         | Best of                                |
| Only Love Is Real                                         | 2017 | Silver CH1, DE7                                                                 | Leo Leoni, Freddy Scherer, Nic Maeder                                               | Nic Maeder                        |                                        |
| Open Fire                                                 | 1994 | Dial Hard CH1, DE60                                                             | Leo Leoni, Chris Von Rohr, Steve Lee                                                | Steve Lee                         |                                        |
| Out On My Own                                             | 2002 | One Life One Soul - Best Of Ballads CH1, DE60                                   | Vic Vergeat, Leo Leoni, Chris Von Rohr, Steve Lee                                   | Steve Lee                         | Best of                                |
| Overtime X-Mas Jam                                        | 1999 | Open CH1, DE21                                                                  | Leo Leoni, Steve Lee                                                                | Steve Lee                         | Bonus Track, MICP-30015                |
| Peace Of Mind                                             | 1998 | Open CH1, DE21                                                                  | Leo Leoni, Chris Von Rohr, Steve Lee                                                | Steve Lee                         |                                        |
| Reason For This                                           | 2017 | Silver CH1, DE7                                                                 | Leo Leoni, Freddy Scherer, Nic Maeder                                               | Nic Maeder                        |                                        |
| Reason To Live                                            | 2001 | Homerun CH1, DE14                                                               | Chris Von Rohr, Mandy Meyer, Steve Lee                                              | Steve Lee                         |                                        |
| Rebel Soul                                                | 2009 | Need To Believe CH1, DE8                                                        | Leo Leoni, Freddy Scherer, Steve Lee, Richard Chycki                                | Steve Lee                         |                                        |
| Red On A Sleeve                                           | 2014 | Bang! CH1, DE10                                                                 | Leo Leoni, Freddy Scherer, Nic Maeder                                               | Nic Maeder                        |                                        |
| Remember It's Me CH58                                     | 2012 | Firebirth CH1, DE9                                                              | Leo Leoni, Freddy Scherer, Nic Maeder                                               | Nic Maeder                        |                                        |
| Rescue Me                                                 | 2020 | #13 CH1, DE7                                                                    | Leo Leoni, Paul Lani, Freddy Scherer, Nic Maeder                                    | Nic Maeder                        |                                        |
| Ride On                                                   | 1996 | G. CH1, DE49                                                                    | Leo Leoni, Chris Von Rohr, Steve Lee                                                | Steve Lee                         |                                        |
| Right From Wrong                                          | 2009 | Need To Believe CH1, DE8                                                        | Leo Leoni, Freddy Scherer, Steve Lee                                                | Steve Lee                         |                                        |
| Right On                                                  | 2012 | Firebirth CH1, DE9                                                              | Leo Leoni, Freddy Scherer, Nic Maeder                                               | Nic Maeder                        |                                        |
| Rock And Roll                                             | 1994 | Dial Hard CH1, DE60                                                             | Jimmy Page, John Bonham, John Paul Jones, Robert Plant (Led Zeppelin 1971)          | Steve Lee                         | Bonus Track, EAN 4988017087084         |
| Round And Round                                           | 2005 | G. CH1, DE49                                                                    | Leo Leoni, Mary Applegate, Freddy Scherer                                           | Steve Lee                         | Bonus Track – CD-Single                |
| Ruby Tuesday                                              | 2002 | One Life One Soul - Best Of Ballads CH1, DE60                                   | Mick Jagger, Keith Richards (The Rolling Stones 1966)                               | Steve Lee                         | Best of                                |
| S.O.S.                                                    | 2012 | Firebirth CH1, DE9                                                              | Leo Leoni, Freddy Scherer, Nic Maeder                                               | Nic Maeder                        |                                        |
| S.O.S.                                                    | 2020 | #13 CH1, DE7                                                                    | Benny Andersson, Stig Anderson, Björn Ulvaeus (ABBA 1975)                           | Nic Maeder                        |                                        |
| Said And Done                                             | 2005 | Lipservice CH1, DE31                                                            | Freddy Scherer, Steve Lee                                                           | Steve Lee                         |                                        |
| Save The Date                                             | 2020 | #13 CH1, DE7                                                                    | Leo Leoni, Freddy Scherer, Nic Maeder                                               | Nic Maeder                        |                                        |
| Say Goodbye                                               | 2001 | Homerun CH1, DE14                                                               | Leo Leoni, Chris Von Rohr, Steve Lee                                                | Steve Lee                         |                                        |
| Shangri La                                                | 2009 | Need To Believe CH1, DE8                                                        | Fredrik Thomander, Anders Wikström, Marc Lynni, Steve Lee                           | Steve Lee                         |                                        |
| She Goes Down                                             | 1994 | Dial Hard CH1, DE60                                                             | Leo Leoni, Chris Von Rohr, Steve Lee                                                | Steve Lee                         |                                        |
| Shine                                                     | 2012 | Firebirth CH1, DE9                                                              | Leo Leoni, Freddy Scherer, Nic Maeder                                               | Nic Maeder                        |                                        |
| Silver River                                              | 2017 | Silver CH1, DE7                                                                 | Leo Leoni, Freddy Scherer, Nic Maeder                                               | Nic Maeder                        |                                        |
| Sister Moon                                               | 1996 | G. CH1, DE49                                                                    | Leo Leoni, Chris Von Rohr, Steve Lee                                                | Steve Lee                         |                                        |
| Smoke On The Water Live Acoustic                          | 2018 | Defrosted 2 CH2, DE65                                                           | Ian Gillan, Ian Paice, Jon Lord, Ritchie Blackmore, Roger Glover (Deep Purple 1972) | Nic Maeder                        |                                        |
| Someday (Live)                                            | 1997 | D-Frosted CH1, DE71                                                             | Vic Vergeat, Leo Leoni, Chris Von Rohr, Steve Lee                                   | Steve Lee                         |                                        |
| Speed Of Light                                            | 2009 | Need To Believe CH1, DE8                                                        | Steve Lee, Leo Leoni, Freddy Scherer                                                | Steve Lee                         | Bonus Tracks, EAN 4527516007096        |
| Spread Your Wings                                         | 2014 | Bang! CH1, DE10                                                                 | Leo Leoni, Freddy Scherer, Nic Maeder                                               | Nic Maeder                        |                                        |
| Standing In The Light                                     | 1992 | Gotthard CH5                                                                    | Leo Leoni, Steve Lee                                                                | Steve Lee                         |                                        |
| Starlight CH25                                            | 2012 | Firebirth CH1, DE9                                                              | Leo Leoni, Freddy Scherer, Nic Maeder                                               | Nic Maeder                        |                                        |
| Stay For The Night                                        | 2005 | Lipservice CH1, DE31                                                            | Leo Leoni, Steve Lee                                                                | Steve Lee                         |                                        |
| Stay With Me CH100                                        | 2017 | Silver CH1, DE7                                                                 | Leo Leoni, Freddy Scherer, Nic Maeder                                               | Nic Maeder                        |                                        |
| Still I Belong To You                                     | 2003 | Human Zoo CH1, DE29                                                             | Leo Leoni, Marc Tanner, Paul Mirkovich, Steve Lee                                   | Steve Lee                         |                                        |
| Superman                                                  | 2007 | Domino Effect CH1, DE22                                                         | Leo Leoni, Steve Lee, Danny Lee                                                     | Steve Lee                         | Bonus Track, EAN 4527516007096         |
| Sweet Little Rock 'N Roller                               | 1996 | G. CH1, DE49                                                                    | Chris Von Rohr, Many Maurer                                                         | Steve Lee                         |                                        |
| Swiss National Anthem                                     | 2004 | One Team - One Spirit Single CD CH17                                            | Leo Leoni                                                                           | Instrumental                      |                                        |
| Take It All Back                                          | 2012 | Firebirth CH1, DE9                                                              | Leo Leoni, Freddy Scherer, Nic Maeder                                               | Nic Maeder                        |                                        |
| Take It Easy                                              | 2001 | Homerun CH1, DE14                                                               | Andy Taylor, Steve Jones (Andy Taylor 1986)                                         | Steve Lee                         |                                        |
| Take Me                                                   | 1992 | Gotthard CH5                                                                    | Leo Leoni, Steve Lee                                                                | Steve Lee                         |                                        |
| Tarot Woman                                               | 2020 | Steve Lee - The Eyes Of A Tiger - In Memory Of Our Unforgotten Friend CH1, DE32 | Leo Leoni, Steve Lee                                                                | Nic Maeder                        |                                        |
| Tears To Cry CH61                                         | 2009 | Need To Believe CH1, DE8                                                        | Nicolò Fragile, Steve Lee                                                           | Steve Lee                         |                                        |
| Tell Me                                                   | 2012 | Firebirth CH1, DE9                                                              | Leo Leoni, Nic Maeder                                                               | Nic Maeder                        |                                        |
| Tell No Lies                                              | 1999 | Open CH1, DE21                                                                  | Leo Leoni, Chris Von Rohr, Steve Lee                                                | Steve Lee                         |                                        |
| Tequila Symphony No. 5                                    | 2017 | Silver CH1, DE7                                                                 | Leo Leoni, Freddy Scherer, Nic Maeder                                               | Nic Maeder                        |                                        |
| Thank You                                                 | 2014 | Bang! CH1, DE10                                                                 | Leo Leoni, Freddy Scherer, Nic Maeder                                               | Nic Maeder                        |                                        |
| That's It                                                 | 1992 | Gotthard CH5                                                                    | Leo Leoni, Hena Habegger                                                            | Instrumental                      | Bonus Track, EAN 4007192623068, nur CD |
| The Call CH17                                             | 2007 | Domino Effect CH1, DE22                                                         | Leo Leoni, Freddy Scherer, Steve Lee                                                | Steve Lee                         |                                        |
| The Cruiser (Judgement Day)                               | 2007 | Domino Effect CH1, DE22                                                         | Leo Leoni, D. Lee, Freddy Scherer, Steve Lee                                        | Steve Lee                         |                                        |
| The Oscar Goes To...                                      | 2007 | Domino Effect CH1, DE22                                                         | Leo Leoni, Fredrik Thomander, Anders Wikström, Freddy Scherer, Steve Lee            | Steve Lee                         |                                        |
| The Other Side Of Me                                      | 2005 | Lipservice CH1, DE31                                                            | Mary S. Applegate, Leo Leoni, Fredrik Thomander, Anders Wikström, Steve Lee         | Steve Lee                         |                                        |
| The Story's Over                                          | 2012 | Firebirth CH1, DE9                                                              | Leo Leoni, Freddy Scherer, Nic Maeder                                               | Nic Maeder                        |                                        |
| The Train Unreleased Studio Track                         | 2011 | Homegrown - Alive In Lugano CH2, DE28                                           | Leo Leoni, Steve Lee                                                                | Steve Lee                         |                                        |
| Time                                                      | 2001 | Homerun Single CD CH61                                                          | Leo Leoni, Chris Von Rohr, Steve Lee                                                | Steve Lee                         |                                        |
| Tomorrow's Just Begun                                     | 2007 | Domino Effect CH1, DE22                                                         | Leo Leoni, Steve Lee                                                                | Steve Lee                         |                                        |
| Top Of The World                                          | 2003 | Human Zoo CH1, DE29                                                             | Leo Leoni, Mandy Meyer, Marc Tanner, Steve Lee                                      | Steve Lee                         |                                        |
| Travellin' Man                                            | 1994 | Dial Hard CH1, DE60                                                             | Jimi Jamison, Andris, Neyer                                                         | Steve Lee                         |                                        |
| Tu pasión (Spanische Version von Lift 'U' Up) ES15        | 2007 | Domino Effect CH1, DE22                                                         | Mary S. Applegate, Leo Leoni, Fredrik Thomander, Anders Wikström, Steve Lee         | Steve Lee                         | Bonus Track, EAN 0727361181628         |
| Unconditional Faith                                       | 2009 | Need To Believe CH1, DE8                                                        | Leo Leoni, Freddy Scherer, Steve Lee, Richard Chycki                                | Steve Lee                         |                                        |
| Unspoken Words                                            | 2009 | Need To Believe CH1, DE8                                                        | Leo Leoni, Freddy Scherer, Steve Lee                                                | Steve Lee                         |                                        |
| Vision                                                    | 1999 | Open CH1, DE21                                                                  | Chris Von Rohr, Mandy Meyer                                                         | Steve Lee                         |                                        |
| Walk On                                                   | 2017 | Silver CH1, DE7                                                                 | Nic Maeder, Leo Leoni, Freddy Scherer                                               | Nic Maeder                        | Bonus Tracks, EAN 4527516016395        |
| Want You In                                               | 1999 | Open CH1, DE21                                                                  | Mandy Meyer, Steve Lee                                                              | Steve Lee                         |                                        |
| What About Love                                           | 2004 | One Team One Spirit (The Very Best) CH1, DE77                                   | Leo Leoni, Steve Lee                                                                | Steve Lee                         | Best of                                |
| What Am I                                                 | 2010 | Heaven - Best Of Ballads Part 2 CH1, DE82                                       | Leo Leoni, Steve Lee                                                                | Steve Lee                         | Best of                                |
| What Can I Do                                             | 2003 | Human Zoo CH1, DE29                                                             | Leo Leoni, Marc Tanner, Steve Lee                                                   | Steve Lee                         |                                        |
| What I Like CH18                                          | 2003 | Human Zoo CH1, DE29                                                             | Mandy Meyer, Marc Tanner, Steve Lee                                                 | Steve Lee                         |                                        |
| What I Wouldn't Give Acoustic Version                     | 2018 | Defrosted 2 CH2, DE65                                                           | Leo Leoni                                                                           | Nic Maeder                        |                                        |
| What You Get                                              | 2014 | Bang! CH1, DE10                                                                 | Leo Leoni, Freddy Scherer, Nic Maeder                                               | Nic Maeder                        |                                        |
| Where Are You                                             | 2012 | Firebirth CH1, DE9                                                              | Leo Leoni                                                                           | Nic Maeder                        |                                        |
| Where I Belong                                            | 2003 | Human Zoo CH1, DE29                                                             | Leo Leoni, Mandy Meyer, Marc Tanner, Steve Lee                                      | Steve Lee                         |                                        |
| Where Is Love When It's Gone                              | 2007 | Domino Effect CH1, DE22                                                         | Leo Leoni, Fredrik Thomander, Anders Wikström, Steve Lee                            | Steve Lee                         |                                        |
| While My Guitar Gently Weeps                              | 2012 | Firebirth CH1, DE9                                                              | George Harrison (The Beatles 1968)                                                  | Nic Maeder                        | Bonus Tracks, EAN 4988001730569        |
| Why                                                       | 2017 | Silver CH1, DE7                                                                 | Leo Leoni, Marc Lynni, Freddy Scherer, Nic Maeder                                   | Nic Maeder                        |                                        |
| Why Don't We Do It                                        | 2004 | One Team One Spirit (The Very Best) CH1, DE77                                   | John Lennon, Paul McCartney (The Beatles 1968)                                      | Steve Lee                         | Best of                                |
| With A Little Help From My Friends                        | 1999 | With A Little Help From My Friends Single CD                                    | John Lennon, Paul McCartney (The Beatles 1967)                                      | Steve Lee, Bo Katzman, John Brack |                                        |
| Wun Ga-Li                                                 | 2001 | Homerun CH1, DE14                                                               | Marc Lynni                                                                          | Steve Lee                         |                                        |
| Yippie Aye Yay                                            | 2012 | Firebirth CH1, DE9                                                              | Leo Leoni, Marc Lynni, Paul Lani, Freddy Scherer, Nic Maeder                        | Nic Maeder                        |                                        |
| You                                                       | 1999 | Open CH1, DE21                                                                  | Leo Leoni, Chris Von Rohr, Steve Lee                                                | Steve Lee                         |                                        |
| You Can't Stop Me                                         | 2014 | Bang! CH1, DE10                                                                 | Nic Maeder, Leo Leoni, Freddy Scherer                                               | Nic Maeder                        | Bonus Tracks, The End TE368-2 [us]     |